# Mavie Hörbiger

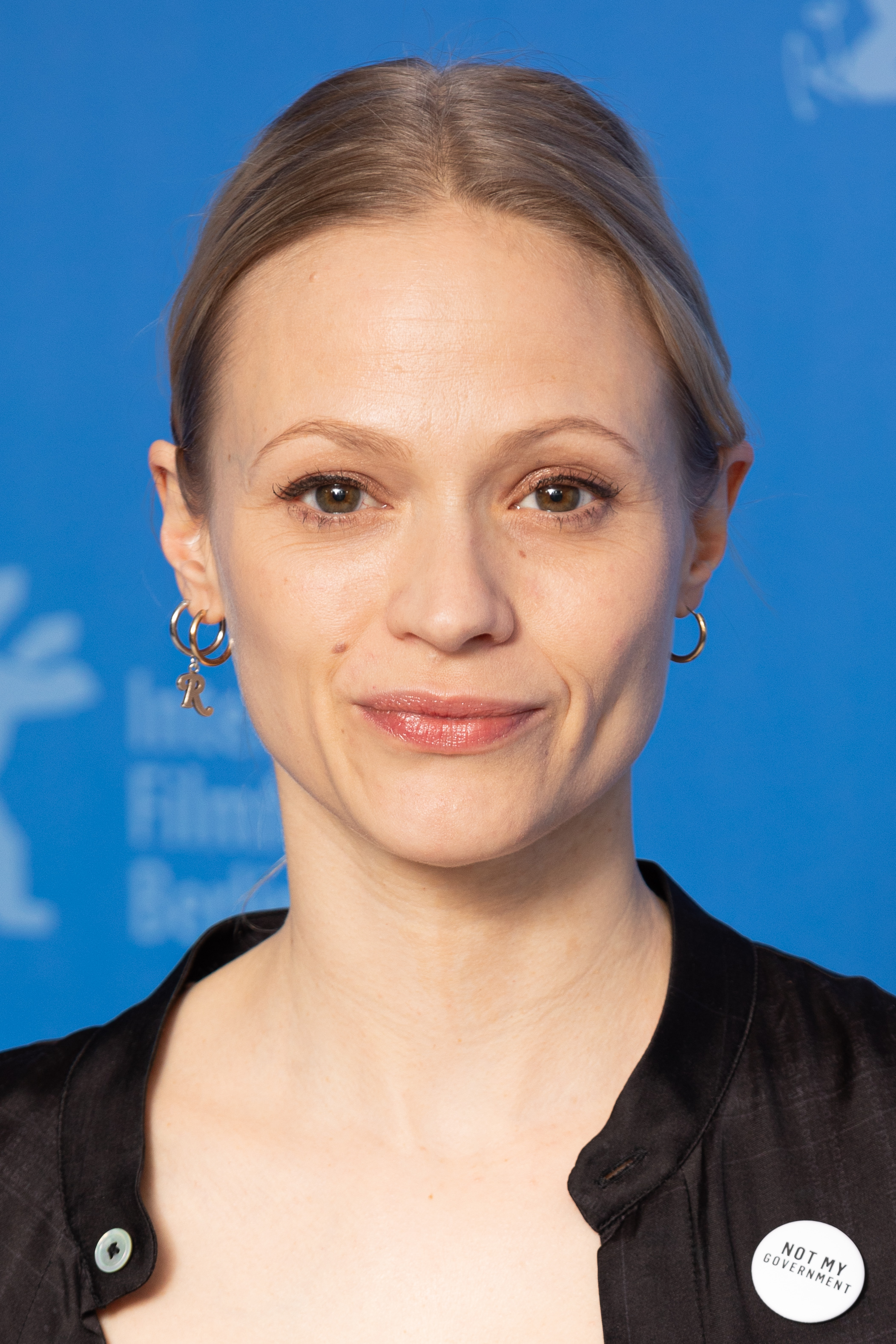
Mavie Hörbiger (2019)

Mavie Hörbiger (* 14. November 1979 in München) ist eine deutsch-österreichische Schauspielerin und Ensemblemitglied am Wiener Burgtheater.

## Leben
Mavie Hörbiger ist die Tochter von Thomas Hörbiger und dessen Ehefrau Gaby und somit die Enkelin von Paul Hörbiger, Nichte zweiten Grades von Christiane Hörbiger und Cousine von Christian Tramitz. Mavie Hörbiger besuchte die Realschule im bayerischen Aichach und machte dort die Mittlere Reife. Sie begann eine Schauspielausbildung im Schauspielstudio von Christa Willschrei in München, die sie aber nicht beendete. Nach ihrer Schulzeit lehnte sie für ein Jahr alle Rollenangebote ab und arbeitete in einer Videothek in Berlin.
Im Dezember 2006 heiratete sie in Basel ihren Schauspielkollegen Michael Maertens, nachdem sie sich im selben Jahr von ihrem langjährigen Partner, dem Regisseur Christopher Roth, getrennt hatte. 2009 wurden Hörbiger und Maertens Eltern einer Tochter, im August 2012 eines Sohnes. 2016 trennte sich das Paar. Die Familie lebt weiterhin in Wien. Hörbiger lebt mit ihrem Lebensgefährten zusammen, dem Medienwissenschaftler und Kurator Paul Feigelfeld, den sie 2025 heiratete.
Im Februar 2021 war Hörbiger Teil der Initiative #ActOut im SZ-Magazin, zusammen mit 184 anderen lesbischen, schwulen, bisexuellen, queeren, intergeschlechtlichen und transgender Personen aus dem Bereich der darstellenden Künste.

## Werk
Bereits während ihrer Schulzeit stand sie 1996 für Michael Gutmanns TV-Film Nur für eine Nacht vor der Kamera. Seit 2001 spielt sie neben ihren Film- und Fernsehrollen Theater, beginnend mit einem Gastengagement am Schauspielhaus Hannover. Im Stück Komödie der Verführung stand sie in der Spielzeit 2002/2003 im Schauspielhaus Bochum auf der Bühne, wo sie 2004 in Lulu zum ersten Mal eine Hauptrolle in einem Theaterstück übernahm. 2006 begann ihr zunächst auf zwei Jahre angelegtes festes Engagement am Theater Basel mit ihrer Rolle als Roxane im Stück Cyrano, gefolgt von Stella in Endstation Sehnsucht. 2004 erreichte Mavie Hörbiger bei der Wahl der 100 Sexiest Women in the World des Männermagazins FHM Platz 3 hinter Britney Spears und Heidi Klum. Insgesamt gelangte sie in den Jahren 2002, 2004, 2005, 2006 und 2008 unter die ersten 100. Seit 2005 ist sie durch ihre Rolle als Lilo Gabriel in der TV-Serie Arme Millionäre (RTL und ORF) auch einem größeren Publikum bekannt. Im darauffolgenden Jahr wurde sie in einer Zuschauerwahl für die ZDF-Sendung Unsere Besten auf Platz 47 der 50 besten deutschsprachigen Schauspieler aller Zeiten gewählt.
Seit 2006 arbeitete sie in verschiedenen Projekten mit ihrem Ehemann Michael Maertens zusammen, so zum Beispiel in der Aufführung von Ein Sommernachtstraum am Schauspielhaus Zürich und bei den Salzburger Festspielen im zweiten Halbjahr 2007, bei den Lesungen Briefe einer Freundschaft im Mai 2007 in Wien und In Eigenregie: Theodor Storm – Briefe an eine Geliebte, inszeniert von Christian Papke, im Februar 2008 in Wien.

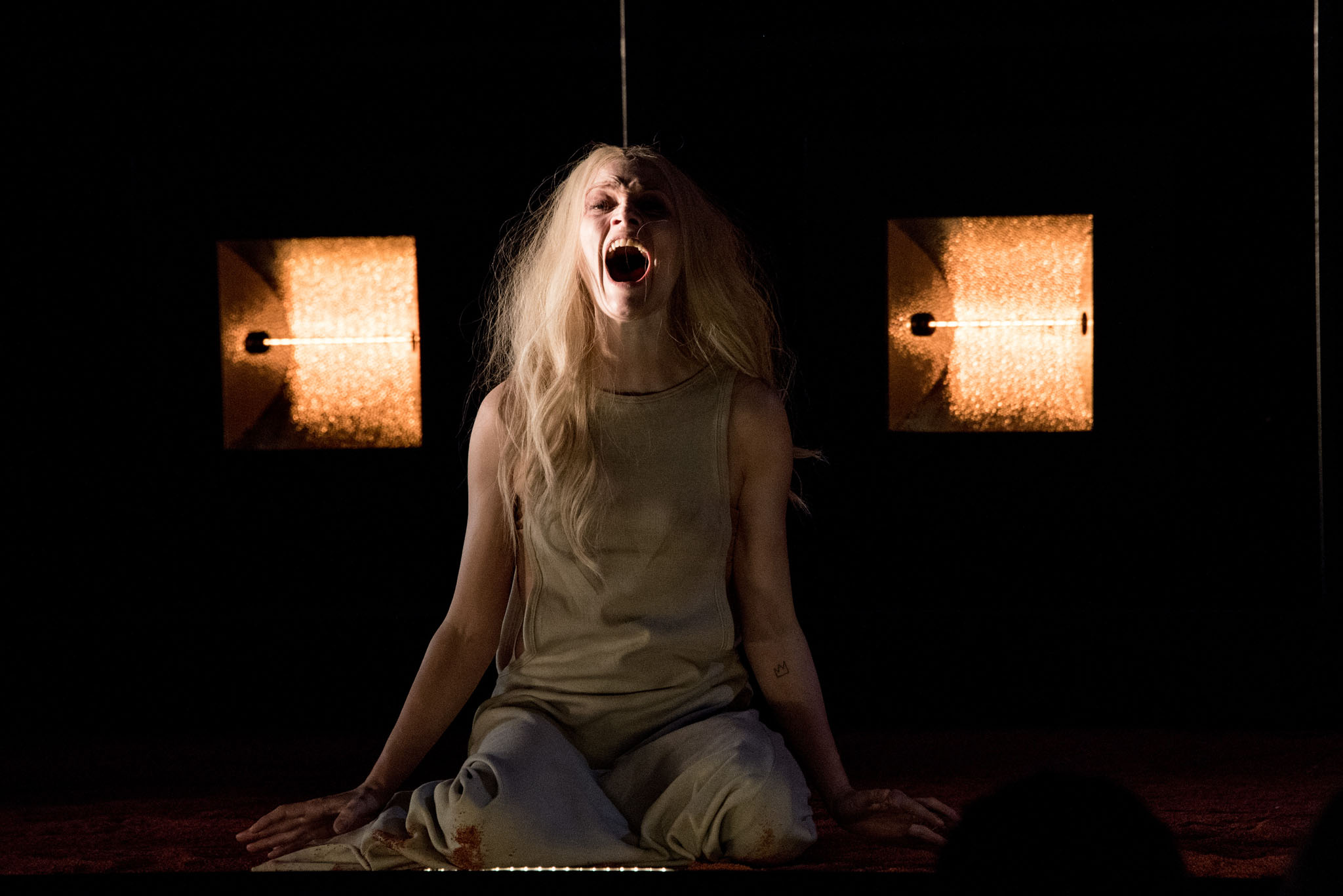
Mavie Hörbiger als Ismene in Antigone, Burgtheater 2015

Am Wiener Burgtheater stand Hörbiger 2009/2010 in Alfred de Mussets Lorenzaccio und in Peter Handkes Nachdichtung der Helena von Euripides auf der Bühne, 2010/2011 spielte sie in Michael Laubs Burgporträts. Seit der Saison 2011/2012 ist sie festes Ensemblemitglied des Burgtheaters. Es folgten die Rollen der Tinkerbell in J. M. Barries Peter Pan und der Sian in Simon Stephens’ Wastwater. 2012/2013 verkörperte sie die Marie in Molnárs Liliom. 2013 war sie in der Tatort-Folge Willkommen in Hamburg, der ersten mit Til Schweiger als Hauptkommissar, als dessen Ex-Freundin Sandra Bieber zu sehen. Ab 2013 spielte Hörbiger in Johann Nestroys Zauberposse Der böse Geist Lumpazivagabundus in einer Koproduktion des Burgtheaters mit den Salzburger Festspielen die Fee Amorosa, die Wirtstochter Nannette, die Anastasia Hobelmann, die Magd Reserl sowie die Camilla Palpiti. In der Spielzeit 2013/2014 wirkte sie bei der Zeitzeugenproduktion Die letzten Zeugen von Doron Rabinovici und Matthias Hartmann am Burgtheater mit; die Produktion wurde zum Berliner Theatertreffen 2014 eingeladen. 2015 übernahm sie Hauptrollen in Tolstojs Die Macht der Finsternis, inszeniert von Antú Romero Nunes, und in Sophokles’ Antigone, inszeniert von Jette Steckel. Beim Jedermann bei den Salzburger Festspielen unter der Regie von Michael Sturminger spielte sie 2017 bis 2020 die Guten Werke sowie 2021 und 2022 Gott und Teufel. 2023 sprach sie die Rolle der Kaiserin Elisabeth im vierteiligen BR-Hörspiel Sisi nach dem Roman von Karen Duve.

## Filmografie
- 1996: Nur für eine Nacht
- 1998: Das merkwürdige Verhalten geschlechtsreifer Großstädter zur Paarungszeit
- 1998: Solo für Klarinette
- 1999: Sinan Toprak – Der Unbestechliche
- 2000: Kommissar Rex – Vollgas
- 2000: LiebesLuder
- 2000: Fandango
- 2000: Fremde Verwandte
- 2001: Jeans
- 2001: Vera Brühne
- 2001: Vier Meerjungfrauen
- 2001: 100 Pro
- 2001: Zsa Zsa
- 2002: Nogo
- 2002: Schweigen ist Gold
- 2002: Auf Herz und Nieren
- 2002: Tatort: Zartbitterschokolade
- 2002: Napoleon
- 2003: Feiertag
- 2003: The Poet
- 2003: Fremder Freund
- 2003: Shit Happens
- 2004: 7 Zwerge – Männer allein im Wald
- 2004: So fühlt sich Liebe an
- 2004: Die Nibelungen
- 2004: Giacomo Casanova
- 2005: Blackout Journey
- 2005: Die Ohrfeige
- 2005–2006: Arme Millionäre
- 2006: Drei Schwestern made in Germany
- 2006: Esperanza
- 2006: Marmorera
- 2007: Die Erotik des Mondes
- 2009: Krupp – Eine deutsche Familie (Fernsehserie; 3 Teile)
- 2010: Kottan ermittelt: Rien ne va plus
- 2010: What a Man
- 2011: Tatort: Borowski und der coole Hund
- 2011: Die Schatten, die dich holen
- 2012: Schief gewickelt
- 2013: Tatort: Willkommen in Hamburg
- 2014: Coming In
- 2014: Bibi & Tina: Voll verhext!
- 2014: Die Einsamkeit des Killers vor dem Schuss
- 2015: Halbe Brüder
- 2015: Tatort: Die letzte Wiesn
- 2017: Axolotl Overkill
- 2017: Spuren des Bösen – Begierde
- 2017: Lommbock
- 2017: Anna Fucking Molnar
- 2017: Sommerhäuser
- 2018: Steig. Nicht. Aus!
- 2018: Die Professorin – Tatort Ölfeld
- 2019: Der Boden unter den Füßen
- 2019: Todesfrist – Nemez und Sneijder ermitteln
- 2019: Ich brauche euch
- 2021: Ich und die Anderen (Fernsehserie)
- 2024: Hubert ohne Staller (Folge Im Auftrag des Teufels)
- 2024: Die geschützten Männer

## Theaterrollen
- 2001: Freunde II – Schauspiel Hannover
- 2002: Komödie der Verführung – Schauspiel Hannover und Schauspielhaus Bochum
- 2004: Lulu – Schauspielhaus Bochum
- 2005: Fettes Schwein – Schauspiel Hannover
- 2006: Sanft und grausam – Schauspiel Hannover
- 2006: Cyrano – Theater Basel
- 2006: Endstation Sehnsucht – Theater Basel
- 2007: Vor Sonnenuntergang – Theater Basel
- 2007: Ein Sommernachtstraum – Salzburg und Schauspielhaus Zürich
- 2007: Die Brüder Löwenherz – Theater Basel
- 2008: Doubleface oder die Innenseite des Mantels – Theater Basel
- 2008: Liebe und Geld – Theater Basel
- 2008: Die Judith von Shimoda – Theater in der Josefstadt
- 2011: Peter Pan – Burgtheater
- 2011: Wir sind noch einmal davongekommen – Theater Basel
- 2012: Wastwater – Burgtheater
- 2013: Liliom, Regie: Barbara Frey, Rolle: Marie – Burgtheater
- 2013: Der böse Geist Lumpacivagabundus, Regie: Matthias Hartmann, Rollen: Amorosa, Nannette, Anastasia Hobelmann, Reserl, Camilla – Salzburger Festspiele und Burgtheater
- 2014: Die Möwe, Regie: Jan Bosse, Rolle: Mascha – Akademietheater
- 2015: Die Macht der Finsternis, Regie: Antú Romero Nunes, Rolle Akulina – Akademietheater
- 2015: Antigone, Regie: Jette Steckel, Rolle: Ismene – Burgtheater
- 2017–2020: Jedermann, Regie: Michael Sturminger, Rolle: Werke – Salzburger Festspiele
- 2017/2018: Komödie der Irrungen, Regie: Herbert Fritsch – Burgtheater
- 2017/2018: Ein Sommernachtstraum, Regie: Leander Haußmann – Burgtheater
- 2018/2019: Die Stühle, Regie: Claus Peymann, Leander Haußmann – Burgtheater
- 2018/2019: Kommt ein Pferd in die Bar, Regie: Dušan David Pařízek – Akademietheater
- 2018/2019: jedermann (stirbt), Regie: Stefan Bachmann – Burgtheater
- 2018/2019: Medea, Regie: Simon Stone – Burgtheater
- 2019: Dies Irae – Tag des Zorns, Regie: Kay Voges – Burgtheater
- 2019/2020: Die Edda, Regie: Þorleifur Örn Arnarsson – Burgtheater
- 2021/2022: Jedermann, Regie: Michael Sturminger, Rolle: Gott, Teufel – Salzburger Festspiele
- 2023–2025: Kasimir und Karoline, Regie: Mateja Koležnik, Rolle: Dem Merkl Franz seine Erna – Burgtheater[10]

## Hörspiele
- 2023: Falkner, Manifest 59 / Flächenmensch Flächenmensch die Festung Welt, Produktion: ORF
- 2023: Karen Duve, Sisi (vierteiliges Hörspiel), Produktion: Bayerischer Rundfunk. Als Podcast/Download im BR Hörspiel Pool[11]

## Auszeichnungen
- 2001: Goldene Romy als „Beliebtester weiblicher Shootingstar 2001“
- 2021: Österreicherin des Jahres in der Kategorie Kulturerbe[12]
- 2024: Elisabeth-Orth-Preis[13]